# Jean de Sperati

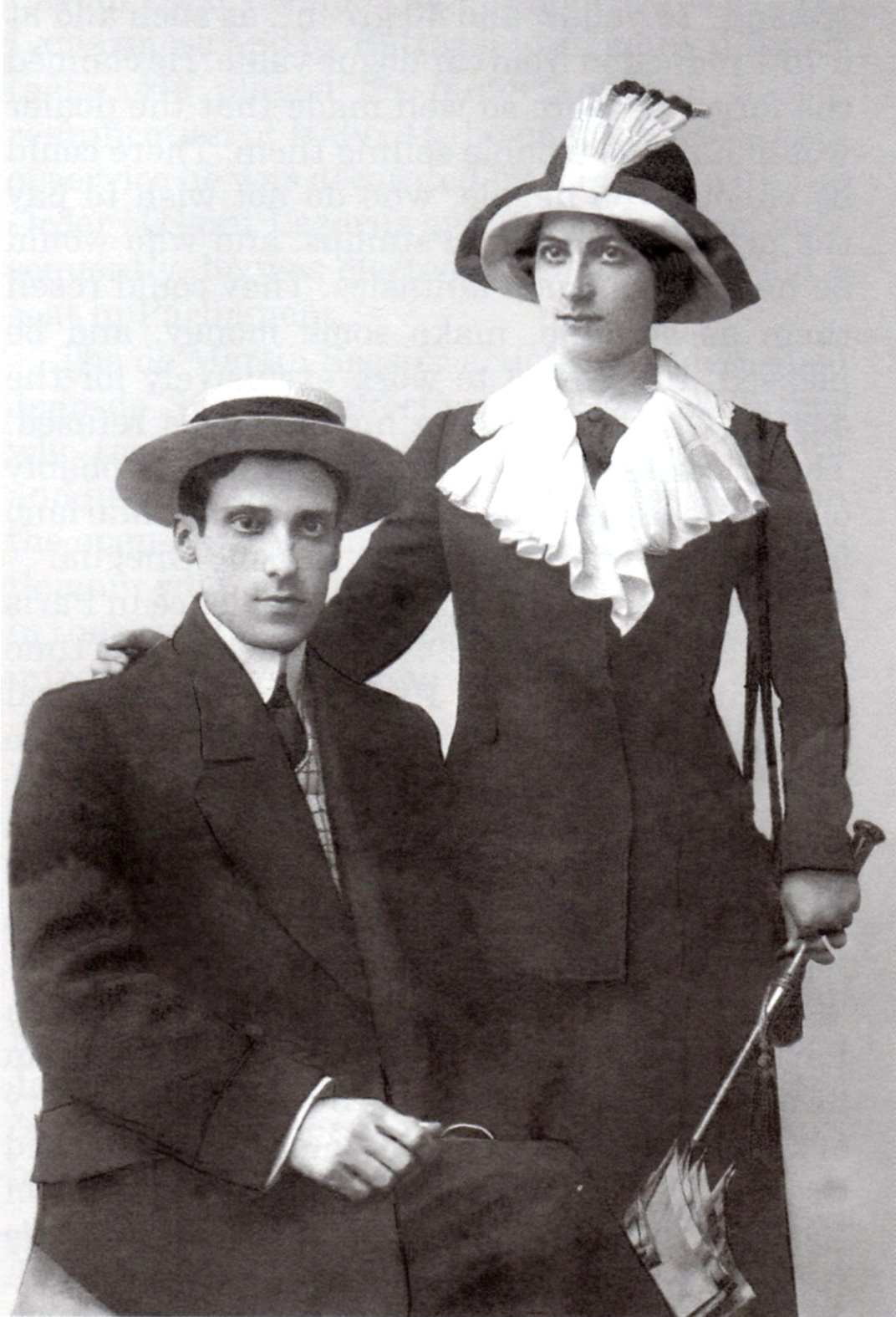
Jean de Sperati met zijn vrouw Marie Louise Corne rond 1914

Jean de Sperati (Pisa, 14 oktober 1884 – Aix-les-Bains, 27 april 1957) was een Italiaans meester-vervalser op het gebied van (klassieke) postzegels. Hij zorgde ook voor keuringsrapporten van experts, door de zegels brutaalweg ter taxatie aan te bieden. Zijn vervalsingen waren heel lang niet te onderscheiden van de echte zegels. Ook de vervalsingen van Sperati zijn tegenwoordig veel geld waard.
Uiteindelijk verkocht hij in 1954 zijn hele voorraad aan nagemaakte zegels en ook alle clichés aan de British Philatelic Association met de belofte dat hij geen vervalsingen meer zou maken.